# Корсун Ігор Іванович
Ігор Корсун (нар. 15 червня 1993) — український футзаліст, гравець збірної України та клубу іспанської Примери  «Осасуна Магна». Бронзовий призер ЧС-2024 з футзалу.

## Життєпис
Народився 15 червня 1993 року. Вихованець бурштинського «Енергетика». До 18 річного віку виступав на аматорському рівні. У сезоні 2012/13 став гравцем івано-франківського «Урагану», але виступав в основному за дублюючий склад у Першій футзальній лізі. Дебютував за основну команду 15 вересня 2012 року у домашній грі проти луганського ЛТК (2:6). Перший м'яч за «Ураган» в рамках Екстра-ліги провів 13 вересня 2014 року у ворота «СумДу», записавши відразу на свій рахунок дубль у матчі. За чотири роки виступів у складі івано-франківського клубу провів за прикарпатців в рамках Екстра-ліги 86 матчів, в яких забив 32 голи.
У червні 2018 разом із Петром Шотурмою та Михайлом Зваричем перейшов до херсонського «Продексіма», за який в подальшому виступав упродовж чотирьох років. Разом із херсонським грандом двічі ставав чемпіоном України, володарем Кубка та суперкубка України. Загалом провів за «Продексім» 80 матчів рамках Екстра-ліги, в яких забив 31 гол.
3 серпня 2022 року повернувся до «Урагану». У 2024 році здобув з командою Кубок України.
14 серпня 2024 року підписав дворічний контракт із клубом іспанської Примери  «Осасуна Магна». Перший гол в найсильнішій футзальній лізі планети забив 26 жовтня 2024 року у ворота «Мансанаресу» (4:5). 
| Сезон                 | Команда               | Турнір                | М   | Г  |
| --------------------- | --------------------- | --------------------- | --- | -- |
| 2012/13               | «Ураган-2»            | Перша ліга            | 14  | 5  |
| 2012/13               | «Ураган»              | Екстра-ліга           | 2   | 0  |
| 2013/14               | «Ураган-2»            | Перша ліга            | 15  | 4  |
| 2014/15               | «Ураган»              | Екстра-ліга           | 29  | 9  |
| 2015/16               | «Ураган»              | Екстра-ліга           | 17  | 11 |
| 2016/17               | «Ураган»              | Екстра-ліга           | 19  | 9  |
| 2017/18               | «Ураган»              | Екстра-ліга           | 19  | 3  |
| Усього за «Ураган»    | Усього за «Ураган»    | Усього за «Ураган»    | 86  | 32 |
| 2018/19               | «Продексім»           | Екстра-ліга           | 25  | 9  |
| 2019/20               | «Продексім»           | Екстра-ліга           | 15  | 8  |
| 2020/21               | «Продексім»           | Екстра-ліга           | 23  | 11 |
| 2021/22               | «Продексім»           | Екстра-ліга           | 17  | 3  |
| Усього за «Продексім» | Усього за «Продексім» | Усього за «Продексім» | 80  | 31 |
| 2022/23               | «Ураган»              | Екстра-ліга           | 32  | 13 |
| 2023/24               | «Ураган»              | Екстра-ліга           | 27  | 19 |
| Усього за «Ураган»    | Усього за «Ураган»    | Усього за «Ураган»    | 145 | 64 |
| 2024/25               | «Осасуна Магна»       | Національна ліга      | 28  | 8  |

Екстра-ліга: 225 матчів - 95 голів;
Перша ліга: 29 матчів - 9 голів

## Збірна України
За національну збірну України дебютував 2 грудня 2016 року у грі проти збірної В'єтнаму на міжнародному турніру CFA International Futsal Tournament 2016. У цьому ж матчі записав на свій рахунок забитий м'яч. Був учасником Чемпіонату Європи по футзалу 2022 року. У 2024 році здобув бронзові нагороди ЧС-2024 з футзалу. Станом на 16 квітня 2025 року провів за національну збірну з футзалу 81 гру, в яких забив 35 м'ячів.
| Рік   | М  | Г  |
| ----- | -- | -- |
| 2016  | 2  | 2  |
| 2017  | 6  | 1  |
| 2018  | 7  | 1  |
| 2019  | 11 | 2  |
| 2020  | 7  | 2  |
| 2021  | 8  | 2  |
| 2022  | 11 | 7  |
| 2023  | 8  | 8  |
| 2024  | 17 | 9  |
| Разом | 77 | 34 |

## Досягнення
- Бронзовий призер чемпіонату світу з футзалу (1): 2024
- Чемпіон України (2): 2018/19, 2019/20
- Володар Кубка України (2): 2020/21, 2023/24
- Володар Суперкубка України (1): 2021
- Учасник матчу всіх зірок Екстра-ліги (2): 2019, 2021
- Переможець міжнародного турніру CFA International Futsal Tournament 2016